# Langage cinématographique
Le langage cinématographique est l'usage de divers moyens d'expression censés transmettre des émotions et informations aux spectateurs dans le monde du cinéma.

## Définitions
En théorie du cinéma, le « langage cinématographique » ou encore « grammaire du cinéma » est l'usage de moyens d'expression dans le cinéma pour transmettre des contenus au spectateur par des moyens visuels et acoustiques. Le terme est notamment popularisé dans les années 1960 et 1970 par des théoriciens du cinéma comme Giorgio Bettetini ou Christian Metz, auteur de l'ouvrage Langage et Cinéma paru en 1971.
Selon le principe voulant que le cinéma est une forme de langage et que les formats audiovisuels peuvent être considérés comme des textes et donc analysés. Comme les films racontent des histoires à l'aide d'images et de sons qui, d'un point de vue sémiotique, sont des signes complexes porteurs de sens, ils peuvent être considérés comme des combinaisons de signes et donc comme des textes. Les films ne constituent certes pas une langue comme le russe ou l'espagnol, car ils ne possèdent ni grammaire ni vocabulaire au sens d'une langue étrangère. Cependant, les films exercent des fonctions de communication à l'instar d'une langue au moyen de codes et de signes. Il en résulte que le cinéma peut être considéré comme une langue, mais pas comme un système linguistique. Un système de codes très étendu détermine la manière dont le spectateur accède à une signification. Le code spécifique au cinéma qu'est le montage détermine par exemple l'enchaînement des plans, ce qui permet au spectateur de comprendre l'histoire.
Le code de l'éclairage, qui n'est pas spécifique au cinéma mais provient du domaine de la culture générale, crée une atmosphère particulière parmi plusieurs autres possibles et donne ainsi du sens au scénario du film. Il en va de même pour le code du contenu visuel, qui provient du domaine du théâtre et qui détermine qui et quoi est montré à quel endroit, ce qui donne également du sens. C'est la combinaison ou l'interaction d'une grande variété de codes possibles qui donne naissance au produit final, le film, qui produit un effet et véhicule un sens. L'effet et le sens d'un film peuvent être analysés en examinant les différents codes dans le cadre de leur interaction avec d'autres, ils ne peuvent être considérés individuellement, car ce n'est qu'ensemble qu'ils produisent un effet et un sens.

## Éléments
- Niveau de l'image : Mise en scène, Travelling, Cadrage, Taille du plan, Montage, Exposition, Couleurs, Décor, Costume
- Niveau sonore : origine (marche/arrêt), source (bruit, langage, musique), montage son-image
- Narration cinématographique : perspectives narratives, exposition
- Organisation du temps : temps narratif vs temps raconté, différents niveaux temporels
- Référence cinématographique